# 632
632 (DCXXXII na numeração romana) foi um ano bissexto do século VII, do Calendário Juliano, da Era de Cristo, teve início a uma quarta-feira e fim em uma quinta-feira, com as letras dominicais E e D. Segundo o horóscopo chinês, foi o ano do Dragão.
| ano completo                           |
| -------------------------------------- |
| Ano bissexto com início à quarta-feira |

## Eventos
- 8 de Junho - Abacar, sogro do profeta Maomé, é eleito o primeiro Califa.

## Mortes
- 8 de Junho - Maomé morre em Medina (n. c. 570)
- 12 de Outubro — Eduíno da Nortúmbria
- 27 de Agosto – Fátima
- Cariberto II
- Quilperico da Aquitânia